# Epiktetos

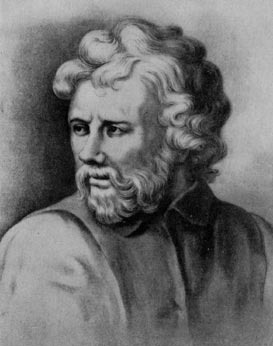
Epiktetos.

Epiktetos (klassisk grekiska: Ἐπίκτητος, betonat på i, Epíktetos ), född cirka 55, död cirka 135, var en grekisk/romersk stoisk filosof. Han föddes som slav i Hierapolis i Frygien (idag Pamukkale i Turkiet) och kom i sin ungdom till Rom där han så småningom frigavs. Han försörjde sig därefter som lärare i filosofi fram till sin påtvingade exil under kejsar Domitianus cirka år 93, varefter han levde i Nikopolis i dagens nordvästra Grekland fram till sin död. Hans läror nedtecknades av hans elev Arrianos i dennes Utläggningar av Epiktetos och Handbok i livets konst.
Enligt Epiktetos var filosofi ett sätt att leva och inte bara ett teoretiskt ämne. Alla yttre händelser bestäms av ödet och är därför bortom vår egen kontroll. Vi bör således försöka acceptera vad som än händer med lugn och jämnmod. Men som individer är vi ansvariga för våra egna handlingar, vilka kan analyseras och kontrolleras med självdisciplin, och det är vår plikt som människor att bry oss om våra medmänniskor. Lidandet uppkommer när vi försöker kontrollera eller önska sådant som är oberoende av oss och som vi inte kan påverka, eller när vi försummar sådant som står i vår makt att göra. De som följer dessa föresatser kommer att uppnå eudaimonia (lycka) och ataraxia (sinnesfrid).

## Levnad
Epiktetos föddes ungefär år 55, förmodligen i Hierapolis, Frygien. Vilket namn han gavs av sina föräldrar är okänt – ordet epíktetos (επίκτητος) betyder helt enkelt förvärvad på grekiska. Han tillbringade sin ungdom som slav i Rom under Epafroditos, en välbärgad frigiven slav och gunstling vid Neros hov.

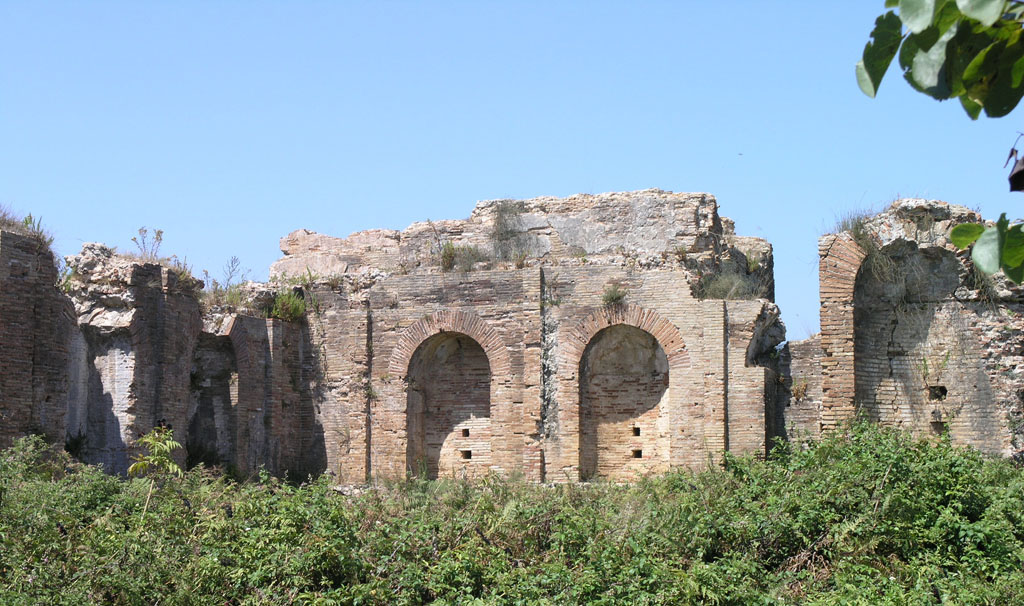
Romerska ruiner vid Nikopolis.

I tidiga år fick Epiktetos en förkärlek för filosofi och med tillstånd från sin ägare studerade han stoisk filosofi under Gaius Musonius Rufus, som lät honom få ökat inflytande allteftersom han blev mera utbildad. Av någon anledning blev han halt, och fastän Origenes återberättar en historia om att hans ben avsiktligt bröts av hans herre hävdar Simplicius att han varit halt sedan barndomen.
På något vis fick Epiktetos sin frihet och började undervisa i filosofi i Rom. Ungefär år 93 förvisade kejsar Domitianus alla filosofer från staden och Epiktetos reste då till Nikopolis i Epirus i Grekland där han grundade en skola.
Hans mest berömda elev Arrianos studerade under honom som ung (cirka år 108) och denne hävdade att han skrivit de berömda Utläggningarna från sina föreläsningsanteckningar, men vissa menar att de skall betraktas som originalverk av Arrianos, jämförbara med den sokratiska litteraturen. Arrianos beskriver Epiktetos som en mäktig talare som kunde "få lyssnaren att känna just det Epiktetos ville att han skulle känna". Många framstående personer eftertraktade att få konversera med honom. Kejsar Hadrianus sägs ha varit en vän till honom och kan ha lyssnat till honom i hans skola i Nikopolis.
Han levde ett mycket enkelt liv, hade få ägodelar och levde ensam länge. På äldre dagar adopterade han en väns son som annars skulle lämnats att dö och födde upp honom med hjälp av en kvinna. Epiktetos dog omkring år 135. Efter hans död köptes hans oljelampa för 3 000 drachmer av en beundrare.

## På svenska
- Epicteti Enchiridion (översättning: C.F. Hamilton) (1912)
- Handbok i livets konst (Encheiridion) (översättning: Nino Runeberg) (Björck & Börjesson, 1919)
- Handbok i livets konst (Encheiridion) (översättning: Gottfried Grunewald och Stig Y. Rudberg) (P. Åström, 1984)
- Handbok i livets konst (Encheiridion) (översättning: Anders Håkansson) (Bakhåll, 2000)
- Enchiridion - En handbok för det Goda Livet (översättning: Karl Nordenstorm) (2016) https://sv.wikisource.org/wiki/Fil:Enchiridion_-_En_antik_handbok_f%C3%B6r_det_Goda_Livet.pdf